# Dosso (região)
Dosso é uma região administrativa da República do Níger; ver sua capital epônimo Dosso para a história. A região tem uma área de 31.002 km², correspondente a 2% do território nacional.

## História
A região de Dosso tem uma rica história através do Reino Dosso. A capital da região já foi a capital do reino Dosso. Nos dias atuais, o palácio do Sultanato de Dosso é o símbolo da classe dominante aristocrática do reino. A região era tradicionalmente povoada por pessoas de Zarma que se acredita terem migrado da região de Fula ao redor do Lago Debo, no Mali, durante o Império Songai. Embora as pessoas de zarma permaneçam a maior comunidade em Dosso hoje, a região, como o resto do Níger, é multi-étnico na composição.

## Demografia
Como a maioria das regiões do Níger, a população da região de Dosso cresceu rapidamente desde a independência. De 693.207 em 1977, sua população aumentou para 1.018.895 em 1988, e para 1.479.095 em 2001. A região dos Dosso tem a terceira maior densidade populacional (61.4 habitantes/km2), abaixo das regiões de Niamey e Maradi. A maioria das pessoas vive em áreas rurais e apenas 10,4% da população reside em cidades urbanas. Other demographic statistics are similar to the national averages.

## Divisões e fronteiras
Dosso tem as seguintes fronteiras externas:
- Sokoto (estado), Nigéria - Leste
- Kebbi (estado), Nigéria - Sudeste
- Alibori (departamento), Benin - Sul

Internamente, ele tem fronteiras com as seguintes regiões:
- Tahoua (região do Níger) - Nordeste
- Tillabéri (região do Níger) - Oeste

## Divisões
Em termos de organização administrativa, com a Lei n.º 2002-012 de 11 de Junho de 2002 relativa à Descentralização e com a a Lei nº 2011-022, de 8 de Agosto 2011 relativa ao estabelecimento de Departamentos e definição dos seus limites e capitais, a nova divisão administrativa é:
8 Departamentos:
- Boboye (departamento)
- Dioundiou
- Dogondoutchi (departamento)
- Dosso (departamento) (departamento e comuna urbana)
- Falmey
- Gaya (departamento)
- Loga (departamento)
- Tibiri